# Bukovica (gmina Ivančna Gorica)
Bukovica – wieś w Słowenii, w gminie Ivančna Gorica. W 2018 roku liczyła 96 mieszkańców.